# Frička
Frička é um município da Eslováquia, situado no distrito de Bardejov, na região de Prešov. Tem 8,28 km² de área e sua população em 2018 foi estimada em 342 habitantes.

## Demografia
| Ano:        | 1994 | 2004    | 2014    | 2024   |
| ----------- | ---- | ------- | ------- | ------ |
| Broj ljudi: | 217  | 255     | 321     | 337    |
| Razlika:    |      | +17,51% | +25,88% | +4,98% |

| Ano:               | 2023 | 2024   |
| ------------------ | ---- | ------ |
| Número de pessoas: | 334  | 337    |
| Diferença:         |      | +0,89% |